# Hermann Ansorge (Chemiker)
Hermann Ansorge (* 27. Dezember 1927 in Adersleben bei Halberstadt; † 16. Dezember 2010 in Görlitz) war ein deutscher Agrikulturchemiker auf dem Gebiet der Düngung.

## Lebensweg
Hermann Ansorge, Sohn eines Gutsbuchhalters, kehrte 1945 schwer verwundet aus dem Krieg heim. Nach der Genesung begann er eine landwirtschaftliche Lehre und legte 1946 die Reifeprüfung ab. Nach der Gehilfenprüfung nahm er 1948 ein Landwirtschaftsstudium an der Martin-Luther-Universität Halle-Wittenberg auf und schloss dieses 1951 als Diplomlandwirt ab.
Seinem ursprünglichen Wunsch, einmal Chemie zu studieren, folgend, wandte er sich danach der Agrikulturchemie zu. Am Institut für Pflanzenernährung und Bodenkunde der Halleschen Universität promovierte er 1955 bei Karl Schmalfuß mit der Arbeit „Untersuchungen über die Anwendbarkeit einiger organischer Stickstoffverbindungen als langsam wirkende Stickstoffdüngemittel“. Danach trat er in Bad Lauchstädt am Institut für Landwirtschaftliches Versuchs- und Untersuchungswesen als Leiter der Agrikulturchemischen Abteilung die Nachfolge von Werner Selke an. Im Ergebnis der dortigen Arbeiten entstand seine Habilitationsschrift zum Thema „Untersuchungen zu einigen Problemen der organischen Düngung“.
Im Jahre 1965 wechselte er nach Leipzig-Möckern an das damalige Institut für Chemie in der Landwirtschaft, später Institut für Düngungsforschung, wo er 1966 zum wissenschaftlichen Leiter der Abteilung „Düngungssysteme“ berufen wurde. Hier war er 26 Jahre bis zum Eintritt in den Ruhestand im Jahre 1991 tätig. Danach lebte Hermann Ansorge in Görlitz.

## Wissenschaftliche Leistungen
In allen drei Stationen seines Berufslebens beschäftigte sich Hermann Ansorge mit richtungsweisenden und nach wie vor aktuellen Thematiken. Seine Untersuchungen in Halle/S. zur Wirkung von Urea-Verbindungen als langsam wirkende N-Düngemittel gehörten mit zu ersten auf diesem Gebiet in Deutschland.
In Bad Lauchstädt beschäftigte er sich neben Arbeiten zum chemischen Pflanzenschutz hauptsächlich und sehr umfassend mit den verschiedenen Formen der Düngung, u. a. der Stallmist- und Strohdüngung. Mit dem 1902 angelegten „Statischen Düngungsversuch“ besaß er dafür auch eine hervorragende Arbeitsgrundlage. Er konnte außerdem auf Versuche an sechs weiteren Versuchsstationen mit sehr unterschiedlichen Standortbedingungen sowie Gefäßversuche zurückgreifen. In dieser Zeit wurden von ihm nahezu alle aktuellen Fragestellungen zur Düngung bearbeitet, worüber er auch sehr intensiv publizierte.
In Leipzig rückte in den Mittelpunkt seiner Arbeit die Entwicklung eines „ökonomisch-mathematischen Elektronenrechner-Modells für optimierte Düngungsempfehlungen“. Diese Entwicklung stand unter seiner Leitung und daran waren alle in der DDR dafür relevanten Institutionen beteiligt. So entstanden zuerst das „Düngungssystem 69“ (DS 69) und dann die verbesserten Systeme bis hin zum computergestützten DS 87. Das „Düngungssystem DS 87“ mit seinen 13 Teilprogrammen ist weltweit einmalig. Auch die Entwicklung der operativen Instrumentarien zur N-Düngerbemessung, wie das „Nan-Verfahren“, stand unter der koordinierenden Hand von Hermann Ansorge. So lag z. B. die Endredaktion des regelmäßig in der Presse erschienenen „Aktuellen Rates zur Düngung“ bei ihm.
Eine Grundlage für seine Erfolge war seine außerordentliche fachliche Kompetenz, die sich auf eine breite Erfahrung und ein sicheres Urteilsvermögen gründete. Auch seine sehr engen Beziehungen zu zahlreichen Praxisbetrieben waren hierbei von Bedeutung. Durch die Leitung von Arbeitsgruppen, die Anleitung und Unterstützung zahlreicher Nachwuchswissenschaftler, als Autor und Mitautor von rund 400 wissenschaftlichen und populärwissenschaftlichen Veröffentlichungen und durch seine Mitarbeit in wissenschaftlichen Gremien war Hermann Ansorge zum führenden Wissenschaftler auf dem Gebiet der Düngungsforschung Ende des 20. Jahrhunderts in der DDR geworden.
Eine Berufung zum Professor ist ihm aufgrund seiner Parteilosigkeit verwehrt geblieben.

## Publikationen (Auswahl)
- Untersuchungen über die Anwendbarkeit einiger organischer Stickstoffverbindungen als langsam wirkende Stickstoffdüngemittel. In: Kühn-Arch. Band 69, 1955, S. 283–329.
- Untersuchungen über den Einfluß der unterschiedlichen Düngung auf die Böden des „Statischen Versuches“ Lauchstädt. In: Z. f. landw. Versuchs- und Untersuchungswesen. Band 3, 1957, S. 499–532.
- Beziehungen zwischen Vorfruchtwert und Düngung. In: Z. f. landw. Versuchs- und Untersuchungswesen. Band 6, 1960, S. 295–321.
- Kontinuierliche Stickstoffdüngung zu Getreide. In: Z. f. landw. Versuchs- und Untersuchungswesen. Band 7, 1961, S. 41–51.
- Untersuchungen über den Zeitpunkt der Düngung mit Phosphorsäure und Kali. In: Z. f. landw. Versuchs- und Untersuchungswesen. Band 8, 1962, S. 234–240.
- Untersuchungen über die Verteilung und Nitrifikation von Ammoniak im Boden bei Düngung mit wasserfreiem Ammoniak. In: Albrecht-Thaer-Arch. Band 6, 1962, S. 327–338.
- Über den Einfluß der NPK-Düngung auf Ertrag und Qualität von Silomais. In: Albrecht-Thaer-Arch. Band 7, 1963, S. 215–230.
- Ergebnisse von Strohdüngungsversuchen. In: Z. f. landw. Versuchs- und Untersuchungswesen. Band 10, 1964, S. 21–29.
- Ergebnisse von Molybdändüngungsversuchen zu Blumenkohl und Luzerne. In: Albrecht-Thaer-Arch. Band 8, 1964, S. 235–248.
- Queckenbekämpfung mit chemischen Mitteln. In: Albrecht-Thaer-Arch. Band 9, 1965, S. 101–112.
- mit G. Kühn: Strohlose Haltung von Rindern auf Gummimatten. In: Die Dt. Landwirtschaft. Band 16, 1965, S. 39–62.
- Untersuchungen über die Phosphorsäureaufnahme aus Kola-Apatit und „Hyperphos“ durch Lupinen und Hafer. In: Albrecht-Thaer-Arch. Band 10, 1966, S. 153–166.
- mit K.-H. Klemm: Untersuchungen über den Einfluß einer langjährig unterschiedlichen Düngung auf die Qualität der Ernteprodukte. In: Albrecht-Thaer-Arch. Band 10, 1966, S. 747–756.
- Untersuchungen über die Wechselwirkung zwischen Stallmist- und Stickstoffdüngung. In: Albrecht-Thaer-Arch. Band 11, 1967, S. 299–308.
- mit S. Markert und R. Jauert: Untersuchungen über die Hemmung der Nitrifizierung durch einige chemische Präparate. In: Albrecht-Thaer-Arch. Band 11, 1967, S. 509–516.
- mit H. Görlitz: Optimaler Bedarf an Nährstoffen. In: Agrochemija. Band VIII, Nr. 3, 1968, S. 69–72.
- mit R. Jauert und H. Görlitz: Einfluß von N-Serve auf Nitrifikation, Pflanzenwachstum und P-Aufnahme. In: Albrecht-Thaer-Arch. Band 12, 1968, S. 487–497.
- mit H. Görlitz, G. Specht und P. Kundler: Grundzüge standortgerechter Verfahren der Mineraldüngeranwendung auf der Grundlage von Feldversuchsergebnissen. In: Albrecht-Thaer-Arch. Band 12, 1968, S. 525–535.
- mit P. Kundler, H. Görlitz, R. Jauert, H. Krüsmann, G. Specht und B. Wierich: Optimierte Düngungsempfehlung durch elektronische Datenverarbeitung. VEB Chemiehandel Berlin 1970.
- mit P. Kundler, W. Matzel, H. Görlitz, G. Specht, M. Koriath, G. Rinno, L. Hannusch, G. Turnheim, K. Ebert, R. Jauert, S. Markert, D. Büchner, W. Heymann und W. Gärtig: Mineraldüngung. VEB Dt. Landwirtschaftsverlag Berlin, 1970.
- mit W. Matzel: Die Neutralisationswirkung von verschiedenen Kalksteinen mit unterschiedlicher Mahlfeinheit. In: Albrecht-Thaer-Arch. Band 15, 1971, S. 39–51.
- mit R. Jauert: Verwendung von industriellen Nebenprodukten als Kupfer- und Mangandünger. In: Arch. Acker- u. Pflanzenbau u. Bodenkd. Band 15, 1971, S. 851–856.
- mit I. Hundt, P. Neubert, Vielemeyer, Görlitz, H., Hagemann, O. und R. Jauert: Beziehungen zwischen dem N-Gehalt in Getreidepflanzen während der Vegetation und dem Ertrag als Grundlage für die Aufstellung von N-Grenzwertbereichen. In: Arch. Acker- u. Pflanzenbau u. Bodenkd. Band 16, 1972, S. 819–826.
- mit S. Müller, O. Hagemann und R. Jauert: Der Einfluß verschiedener P-Dünger auf den Ertrag, die P-Aufnahme der Pflanzen und die Umsetzung der P-Dünger in verschiedenen Böden. In: Arch. Acker- u. Pflanzenbau u. Bodenkd. Band 18, 1974, S. 721–735.
- mit R. Jauert, Kretschmar und H. Görlitz: Überprüfung der Düngewirkung von Harnstoff und Kalkammonsalpeter von Boden, Applikationsform und Witterung. In: Arch. Acker- u. Pflanzenbau u. Bodenkd. Band 20, 1976, S. 645–652.
- mit S. Müller, J. Garz und H. Stumpe: Untersuchungen über den Gehalt an anorganischem Stickstoff im Boden und dessen Abhängigkeit von Winterwitterung und Bodenart. In: Arch. Acker- u. Pflanzenbau u. Bodenkd. Band 20, 1976, S. 705–712.
- mit S. Müller, R. Jauert und A. Hanschmann: Einfluß unterschiedlicher Vorfrüchte auf die Stickstoffnachlieferung des Bodens und auf die Erträge der Nachfrucht. In: Arch. Acker- u. Pflanzenbau u. Bodenkd. Band 21, 1977, S. 45–52.
- mit S. Müller und O. Hagemann: Untersuchungen über den Einsatz von Wirkstoffen zur Verbesserung des Ausnutzungsgrades von Phosphor. In: Arch. Acker- u. Pflanzenbau u. Bodenkd. Band 21, 1977, S. 789–798.
- mit O. Hagemann, B. Witter, H. Görlitz und D. Richter: EDV-Düngungsempfehlungen als wichtige Entscheidungsgrundlage für die Düngung. agra-Buch 1978
- Verbesserung des Düngereinsatzes in der industriemäßigen Pflanzenproduktion durch die Weiterentwicklung von Düngungsprojekten und ergänzende operative Beratung. In: Tag.-Ber. AdL. Band 166, 1978, S. 273–298.
- mit H. Michael und R. Jauert: Untersuchungen zur Wirkung der Höhe der N-Düngung bei unterschiedlicher Aussaatzeit und Sorte auf den Kornertrag und Rohproteingehalt bei Winterweizen bei verschiedenen Standorten. In: Tag.-Ber. AdL. Band 167, 1978, S. 251–258.
- mit R. Heber, S. Müller und W. Matzel: Ammoniakverluste bei Harnstoffdüngung. 4. Mitteilung: Der Einfluß des Ureasehemmers Phosphorsäurephenylesterdiamid auf die Höhe der NH3-Verluste und die Düngewirkung des Harnstoffs in Modell- und Gefäßversuchen. In: Arch. Acker- u. Pflanzenbau u. Bodenkd. Band 23, 1979, S. 231–240.
- mit E. Albert und R. Jauert: Wirkung einer langjährigen Anwendung von konzentrierten Mehrnährstoffdüngern und ballastreichen Einnährstoffdüngern auf Mikronährstoffentzug und Mikronährstoffgehalt des Bodens. In: Arch. Acker- u. Pflanzenbau u. Bodenkd. Band 24, 1980, S. 295–302.
- mit F. Herbst und S. Müller: Untersuchungen im Gefäßversuch zur Ermittlung von Kriterien für die Bemessung der N-Düngung zu Getreide 1. Mitteilung: Trockenmassebildung, N-Gehalt und N-Aufnahme. In: Arch. Acker- u. Pflanzenbau u. Bodenkd. Band 27, 1983, S. 467–476.
- mit I. Reiche, H. Görlitz, O. Krause, P. Döring und W. Weidauer: Inhalt und Anwendung der neuen betriebsfondsbezogenen EDV-Düngungsempfehlungen für Stickstoff. In: Feldwirtschaft. Band 26, 1985, S. 437–439.
- mit G. Schilling, W. Borchmann, G. Markgraf und H. Peschke: Pflanzenernährung und Düngung, Teil 2 Düngung. VEB Deutscher Landwirtschaftsverlag. Berlin 1987.
- mit Autorenkollektiv: Anwenderhandbuch Düngungssystem DS 87. agra-Buch 1988.